# 강태우 (배우)
강태우(1989년 3월 25일 ~ )는 대한민국의 배우이다.

## 학력
- 2001년 ~ 2004년 포항중학교 (졸업)
- 2004년 ~ 2007년 포항고등학교 (졸업)
- 2007년 ~ 2013년 건국대학교 영화과 (졸업)
- 2013년 ~ 2015년 건국대학교 대학원 영화과 (졸업)
- 2015년 ~ 2019년 건국대학교 언론홍보대학원 방송통신융합학과 (졸업)
- 2019년 ~ 2021년 중앙대학교 첨단영상대학원 영상학과 (졸업)

## 출연작
영화
- 《찬실이는 복도 많지》(2020년) - 동직 역
- 《국도극장: 감독판》(2020년) - 한범 역
- 《국도극장》(2020년) - 한범 역
- 《그걸 그냥 찍으면 되잖아》(2020년) - 현수 역
- 《도쿄 스케치》(2019년) - 필립 역
- 《니나내나》(2019년) - 스키장 직원 역
- 《풀잎들》(2018년) - 한복입은 남자 역
- 《클레어의 카메라》(2018년) - 중우 역
- 《내가 죽어 누워 있을 때》(2017년)
- 《그 후》(2017년) - 중국집 배달부
- 《밤의 해변에서 혼자》(2017년) - 성우 역
- 《당신자신과 당신의 것》(2016년)
- 《밤과 함께》(2015년) - 취객3 역
- 《검은 돼지》(2015년) - 조교 역
- 《그리고 가을이 왔다》(2015년) - 횟집주인 역
- 《지금은맞고그때는틀리다》(2015년)
- 《달인 만세》(2014년)
- 《어떤 오후》(2014년)
- 《황무지》(2014년)
- 《족구왕》(2014년) - 음악 듣는 남학생 역
- 《젊은 예술가들》(2013년)
- 《뉴 키즈 인 타운》(2013년) - 날나리 역
- 《술 마시기 좋은 날》(2011년)
- 《어느 날 밤에 생긴 일》(2008년)

공연
- 《구토》(2019년)
- 《구토》(2017년)
- 《컨템포러리 웬즈데이》(2014년)
- 《김미나 피아노 독주회》(2014년)
- 《카마수트라, 꿈》(2008년)

## 경력
- 2017년 명필름랩 3기
- 2015년 영화제작전원사